# Painkiller Tour
Painkiller Tour —en español: Gira analgésico— es la décima séptima gira mundial de conciertos de la banda británica de heavy metal Judas Priest, en promoción al disco Painkiller de 1990. Comenzó el 13 de septiembre de 1990 en el recinto Concrete Foundations Forum de Burbank en los Estados Unidos y culminó el 15 de abril de 1991 en el Yogogi Olympic Pool de Tokio en Japón. Gracias a la extensa gira les permitió tocar por primera vez en Austria, Portugal, Yugoslavia, Irlanda del Norte, Brasil y en el estado de Alaska.

## Antecedentes
La gira contó con dos escenarios de distintos tamaños dependiendo del recinto en el que tocaban. El primero de ellos era una enorme estructura conformaba por decenas de amplificadores y luces en la parte trasera, y además se emplearon dos plataformas por las que se movían los músicos. También contaba con una pasarela que unía ambos lados del escenario y que poseía seis enormes tubos metálicos por los que salían llamaradas de fuego. Por su parte el segundo, era más pequeño cuya principal característica era una especie de nave espacial donde se situaba la batería y de fondo se ubicaba la famosa «cruz de Judas Priest».
Se inició el 13 de septiembre con un show especial en el Concrete Foundations Forum de Burbank en California, que contó con Bruce Dickinson como telonero. En dicha presentación tocaron por primera vez en más de doce años la canción «Better By You, Better Than Me», como respuesta al juicio que sufrieron a mediados de año por el supuesto mensaje subliminal «Do It», que causó el suicidio de uno de sus fanáticos.
Por otro lado y a lo largo de toda la gira contaron con varias bandas como artistas invitados. Durante las presentaciones por Canadá y los Estados Unidos tuvieron a Megadeth y a Testament como bandas de soporte, mientras que por los conciertos en Europa contaron con Annihilator y con Pantera como teloneros.

## Lista de canciones
Al igual que en todas sus giras incluían o sacaban algunas canciones del listado oficial, dependiendo del país o ciudad donde tocaban. Su principal característica fue que durante las primeras semanas tocaban de cinco a seis temas de Painkiller, pero ya en las últimas presentaciones tocaban solo tres que generalmente eran «Painkiller», «A Touch of Evil» y «Night Crawler». Al final solo los temas «Battle Hymn» y «One Shot at Glory» fueron los únicos que no fueron interpretadas. A continuación los listados de canciones interpretado el 22 de octubre de 1990 en Toronto y el dado en Anchorage el 8 de abril de 1991.
1. «Hell Bent for Leather»
2. «Grinder»
3. «The Hellion»
4. «Electric Eye»
5. «All Guns Blazing»
6. «Between the Hammer & the Anvil»
7. «Metal Gods»
8. «Night Crawler»
9. «The Ripper»
10. «Beyond the Realms of Death»
11. «Metal Meltdown»
12. «A Touch of Evil»
13. «Victim of Changes»
14. «Painkiller»
15. «The Green Manalishi (With the Two Pronged Crown)»
16. «Breaking the Law»
17. «You've Got Another Thing Comin'»

- William A. Egan Center, Anchorage

1. «Hell Bent for Leather»
2. «Grinder»
3. «The Hellion»
4. «Electric Eye»
5. «All Guns Blazing»
6. «The Sentinel»
7. «Metal Gods»
8. «Night Crawler»
9. «The Ripper»
10. «Beyond the Realms of Death»
11. «Riding on the Wind»
12. «Drum Solo» (solo de batería)
13. «A Touch of Evil»
14. «Victim of Changes»
15. «Painkiller»
16. «The Green Manalishi (With the Two Pronged Crown)»
17. «Breaking the Law»
18. «Living After Midnight»
19. «You've Got Another Thing Comin'»

## Fechas

### Fechas de 1990
| Fecha            | País           | Ciudad          | Recinto                           | Teloneros            |
| Norteamérica     | Norteamérica   | Norteamérica    | Norteamérica                      | Norteamérica         |
| ---------------- | -------------- | --------------- | --------------------------------- | -------------------- |
| 13 de septiembre | Estados Unidos | Burbank         | Concrete Foundations Forum        | Bruce Dickinson      |
| 14 de septiembre | Estados Unidos | Burbank         | Concrete Foundations Forum        | Bruce Dickinson      |
| 18 de octubre    | Canadá         | Montreal        | Forum de Montreal                 | Megadeth y Testament |
| 19 de octubre    | Canadá         | Quebec          | Colisée de Quebec                 | Megadeth y Testament |
| 22 de octubre    | Canadá         | Toronto         | Maple Leaf Gardens                | Megadeth y Testament |
| 25 de octubre    | Canadá         | Winnipeg        | Winnipeg Arena                    | Megadeth y Testament |
| 28 de octubre    | Canadá         | Calgary         | Olympic Saddledome                | Megadeth y Testament |
| 29 de octubre    | Canadá         | Edmonton        | Northlands Coliseum               | Megadeth y Testament |
| 31 de octubre    | Canadá         | Vancouver       | Coliseo del Pacífico              | Megadeth y Testament |
| 1 de noviembre   | Estados Unidos | Portland        | Veterans Memorial Coliseum        | Megadeth y Testament |
| 2 de noviembre   | Estados Unidos | Spokane         | Spokane Arena                     | Megadeth y Testament |
| 3 de noviembre   | Estados Unidos | Reno            | Lawlor Events Center              | Megadeth y Testament |
| 4 de noviembre   | Estados Unidos | Sacramento      | ARCO Arena                        | Megadeth y Testament |
| 5 de noviembre   | Estados Unidos | Oakland         | Oakland-Alameda County Coliseum   | Megadeth y Testament |
| 7 de noviembre   | Estados Unidos | Tempe           | ASU Activity Center               | Megadeth y Testament |
| 8 de noviembre   | Estados Unidos | Los Ángeles     | Los Angeles Memorial Sports Arena | Megadeth y Testament |
| 9 de noviembre   | Estados Unidos | Irvine          | Irvine Meadows                    | Megadeth y Testament |
| 10 de noviembre  | Estados Unidos | San Diego       | San Diego Sports Arena            | Megadeth y Testament |
| 11 de noviembre  | Estados Unidos | San Diego       | San Diego Sports Arena            | Megadeth y Testament |
| 12 de noviembre  | Estados Unidos | Salt Lake City  | Salt Palace                       | Megadeth y Testament |
| 14 de noviembre  | Estados Unidos | El Paso         | Special Events Center             | Megadeth y Testament |
| 16 de noviembre  | Estados Unidos | San Antonio     | HemisFair Arena                   | Megadeth y Testament |
| 17 de noviembre  | Estados Unidos | Dallas          | Reunion Arena                     | Megadeth y Testament |
| 18 de noviembre  | Estados Unidos | Houston         | The Summit                        | Megadeth y Testament |
| 20 de noviembre  | Estados Unidos | Denver          | McNichols Sports Arena            | Megadeth y Testament |
| 23 de noviembre  | Estados Unidos | Tulsa           | Tulsa Expo Center                 | Megadeth y Testament |
| 24 de noviembre  | Estados Unidos | Kansas City     | Municipal Auditorium              | Megadeth y Testament |
| 25 de noviembre  | Estados Unidos | Omaha           | Omaha Civic Auditorium            | Megadeth y Testament |
| 27 de noviembre  | Estados Unidos | Columbus        | Ohio Expo Center Coliseum         | Megadeth y Testament |
| 28 de noviembre  | Estados Unidos | Rosemont        | Rosemont Horizon                  | Megadeth y Testament |
| 29 de noviembre  | Estados Unidos | Saint Paul      | Saint Paul Civic Center           | Megadeth y Testament |
| 1 de diciembre   | Estados Unidos | Indianapolis    | Market Square Arena               | Megadeth y Testament |
| 2 de diciembre   | Estados Unidos | Richfield       | Richfield Coliseum                | Megadeth y Testament |
| 3 de diciembre   | Estados Unidos | Dayton          | Hara Arena                        | Megadeth y Testament |
| 5 de diciembre   | Estados Unidos | Auburn Hills    | The Palace of Auburn Hills        | Megadeth y Testament |
| 6 de diciembre   | Estados Unidos | Rochester       | Community War Memorial            | Megadeth y Testament |
| 7 de diciembre   | Estados Unidos | Worcester       | The Centrum                       | Megadeth y Testament |
| 8 de diciembre   | Estados Unidos | New Haven       | New Haven Coliseum                | Megadeth y Testament |
| 9 de diciembre   | Estados Unidos | Landover        | Capital Centre                    | Megadeth y Testament |
| 11 de diciembre  | Estados Unidos | Atlanta         | The Omni                          | Megadeth y Testament |
| 13 de diciembre  | Estados Unidos | Hampton         | Hampton Coliseum                  | Megadeth y Testament |
| 14 de diciembre  | Estados Unidos | East Rutherford | Brendan Byrne Arena               | Megadeth y Testament |
| 15 de diciembre  | Estados Unidos | Uniondale       | Nassau Veterans Memorial Coliseum | Megadeth y Testament |
| 16 de diciembre  | Estados Unidos | Filadelfia      | The Spectrum                      | Megadeth y Testament |
| 17 de diciembre  | Estados Unidos | Pittsburgh      | Pittsburgh Civic Arena            | Megadeth y Testament |
| 19 de diciembre  | Estados Unidos | Charlotte       | Charlotte Coliseum                | Megadeth y Testament |
| 20 de diciembre  | Estados Unidos | Miami           | Miami Arena                       | Megadeth y Testament |
| 21 de diciembre  | Estados Unidos | Tampa           | USF Sun Dome                      | Megadeth y Testament |
| 23 de diciembre  | Estados Unidos | Orlando         | Orlando Arena                     | Megadeth y Testament |

### Fechas de 1991
| Fecha            | País              | Ciudad                | Recinto                                | Notas                                                   |
| Norteamérica II  | Norteamérica II   | Norteamérica II       | Norteamérica II                        | Norteamérica II                                         |
| ---------------- | ----------------- | --------------------- | -------------------------------------- | ------------------------------------------------------- |
| 9 de enero       | Estados Unidos    | Portland              | Cumberland County Civic Center         | Megadeth y Testament                                    |
| 10 de enero      | Estados Unidos    | Binghamton            | Broome County Arena                    | Megadeth y Testament                                    |
| 12 de enero      | Estados Unidos    | Providence            | Providence Civic Center                | Megadeth y Testament                                    |
| 14 de enero      | Estados Unidos    | Albany                | Knickerbocker Arena                    | Megadeth y Testament                                    |
| 15 de enero      | Estados Unidos    | Wilkes-Barre          | Kingston Armory                        | Megadeth y Testament                                    |
| 16 de enero      | Estados Unidos    | Toledo                | Toledo Sports Arena                    | Megadeth y Testament                                    |
| 17 de enero      | Estados Unidos    | Kalamazoo             | Wings Stadium                          | Megadeth y Testament                                    |
| 18 de enero      | Estados Unidos    | Pittsburgh            | AJ Palumbo Center                      | Megadeth y Testament                                    |
| Latinoamérica    |                   |                       |                                        |                                                         |
| 23 de enero      | Brasil            | Río de Janeiro        | Rock in Rio, Estadio Maracaná          | junto a Megadeth, Sepultura, Queensrÿche, Guns N' Roses |
| Europa           |                   |                       |                                        |                                                         |
| 1 de febrero     | Suecia            | Gotemburgo            | Scandinavium                           | Pantera y Annihilator                                   |
| 2 de febrero     | Suecia            | Estocolmo             | Johanneshov Isstadion                  | Pantera y Annihilator                                   |
| 4 de febrero     | Finlandia         | Helsinki              | Jäähalli                               | Pantera y Annihilator                                   |
| 6 de febrero     | Noruega           | Oslo                  | Rockefeller Music Hall                 | Pantera y Annihilator                                   |
| 8 de febrero     | Alemania          | Essen                 | Grugahalle                             | Pantera y Annihilator                                   |
| 9 de febrero     | Alemania          | Hamburgo              | Alsterdorfer Sporthalle                | Pantera y Annihilator                                   |
| 11 de febrero    | Alemania          | Berlín                | Eissporthalle                          | Pantera y Annihilator                                   |
| 12 de febrero    | Alemania          | Hannover              | Eilenriedhalle                         | Pantera y Annihilator                                   |
| 14 de febrero    | Alemania          | Saarbrücken           | Saarlandhalle                          | Pantera y Annihilator                                   |
| 15 de febrero    | Alemania          | Ravensburg            | Oberschwabenhalle                      | Pantera y Annihilator                                   |
| 16 de febrero    | Alemania          | Wurzburgo             | Carl-Diem-Halle                        | Pantera y Annihilator                                   |
| 18 de febrero    | Alemania          | Offenbach del Meno    | Stadthalle                             | Pantera y Annihilator                                   |
| 19 de febrero    | Alemania          | Múnich                | Olympiahalle                           | Pantera y Annihilator                                   |
| 20 de febrero    | Austria           | Viena                 | Bank-Autria Zelt                       | Pantera y Annihilator                                   |
| 21 de febrero    | Austria           | Graz                  | Eisstadion Liebenau                    | Pantera y Annihilator                                   |
| 23 de febrero    | Suiza             | Lucerna               | Festhalle                              | Pantera y Annihilator                                   |
| 24 de febrero    | Italia            | Bolzano               | Palasport Palaresia                    | Pantera y Annihilator                                   |
| 25 de febrero    | Yugoslavia        | Liubliana             | Tivoli Hall                            | Pantera y Annihilator                                   |
| 26 de febrero    | Yugoslavia        | Zagreb                | Dom Sportova                           | Pantera y Annihilator                                   |
| 1 de marzo       | Italia            | Roma                  | Tendastrisce                           | Pantera y Annihilator                                   |
| 2 de marzo       | Italia            | Brescia               | Palasport                              | Pantera y Annihilator                                   |
| 4 de marzo       | Alemania          | Stuttgart             | Pabellón Hanns Martin Schleyer         | Pantera y Annihilator                                   |
| 5 de marzo       | Alemania          | Ludwigshafen am Rhein | Friedrich-Ebert-Halle                  | Pantera y Annihilator                                   |
| 6 de marzo       | Alemania          | Coblenza              | Rhein-Mosel Halle                      | Pantera y Annihilator                                   |
| 8 de marzo       | España            | Zaragoza              | Plaza de toros de Zaragoza             | Pantera y Annihilator                                   |
| 9 de marzo       | España            | San Sebastián         | Velódromo de Anoeta                    | Pantera y Annihilator                                   |
| 10 de marzo      | España            | Madrid                | Palacio de Deportes                    | Pantera y Annihilator                                   |
| 12 de marzo      | Francia           | Villeurbanne          | Le Transbordeur                        | Pantera y Annihilator                                   |
| 13 de marzo      | Portugal          | Cascaes               | Pavilhão do Grupo Dramático e Sportivo | Pantera y Annihilator                                   |
| 15 de marzo      | Países Bajos      | Arnhem                | Rijnhal                                | Pantera y Annihilator                                   |
| 16 de marzo      | Bélgica           | Bruselas              | Vorst Nationaal                        | Pantera y Annihilator                                   |
| 17 de marzo      | Francia           | París                 | Le Zénith                              | Pantera y Annihilator                                   |
| 19 de marzo      | Inglaterra        | Aston                 | Villa Sports & Leisure Centre          | Pantera y Annihilator                                   |
| 20 de marzo      | Inglaterra        | Manchester            | Manchester Apollo                      | Pantera y Annihilator                                   |
| 22 de marzo      | Inglaterra        | Londres               | Hammersmith Odeon                      | Pantera y Annihilator                                   |
| 23 de marzo      | Inglaterra        | Londres               | Hammersmith Odeon                      | Pantera y Annihilator                                   |
| 24 de marzo      | Gales             | Newport               | Newport Centre                         | Pantera y Annihilator                                   |
| 26 de marzo      | Inglaterra        | Sheffield             | Sheffield City Hall                    | Pantera y Annihilator                                   |
| 27 de marzo      | Inglaterra        | Newcastle             | Newcastle City Hall                    | Pantera y Annihilator                                   |
| 28 de marzo      | Escocia           | Edinburgo             | Edinburgh Playhouse                    | Pantera y Annihilator                                   |
| 30 de marzo      | Irlanda del Norte | Belfast               | Sala Ulster                            | Pantera y Annihilator                                   |
| 31 de marzo      | Irlanda           | Dublín                | SFX Centre                             | Pantera y Annihilator                                   |
| Norteamérica III |                   |                       |                                        |                                                         |
| 4 de abril       | Estados Unidos    | Fairbanks             | The Carlson Center                     | Dokken                                                  |
| 7 de abril       | Estados Unidos    | Anchorage             | William A. Egan Center                 |                                                         |
| 8 de abril       | Estados Unidos    | Anchorage             | William A. Egan Center                 |                                                         |
| Asia             |                   |                       |                                        |                                                         |
| 12 de abril      | Japón             | Osaka                 | Osaka-jō Hall                          |                                                         |
| 13 de abril      | Japón             | Yokohama              | Yokohama Arena                         |                                                         |
| 14 de abril      | Japón             | Tokio                 | NHK Hall                               |                                                         |
| 15 de abril      | Japón             | Tokio                 | Yoyogi Olympic Pool                    |                                                         |

## Músicos
- Rob Halford: voz
- K.K. Downing: guitarra eléctrica
- Glenn Tipton: guitarra eléctrica
- Ian Hill: bajo
- Scott Travis: batería